# Anclados
Anclados és una sèrie de televisió còmica ambientada en el dia a dia de la singular tripulació d'un creuer i a les còmiques situacions a les quals donarà lloc la seva convivència durant mesos. Està produïda per Mediaset España, en col·laboració amb Globomedia, per a la seva emissió a Telecinco. En el repartiment destaquen Miren Ibarguren, Alfonso Lara, Veki G. Velilla, Úrsula Corberó, Joaquín Reyes i Rossy de Palma com a principals protagonistes. Es va estrenar el 25 de maig de 2015.

## Argument
Una multa milionària recau sobre el buc Ancla II perquè, anys enrere i fruit d'un maldestre accident a Mallorca, va provocar la bolcada del Bribón amb la Família Real dins. Aquest és el punt de partida de la sèrie que mostrarà el dia a dia de la seva tripulació i turistes.
Gabriel (Alfonso Lara), el capità de l'Ancla II, és un immadur al que li és impossible ser fidel per culpa de la seva diagnosticada addicció al sexe. El seu pitjor malson es convertirà en realitat quan la seva ex-parella, Margarita "Marga" Santaella (Miren Ibarguren), entri a treballar en el vaixell com a nova directora. Rígida, controladora, mordaç i molt exigent, arriba a ocupar el lloc del seu germà, Mariano Santaella (Joaquín Reyes), un tipus maldestra i mentider a qui el seu pare, amo de la companyia naviliera, li ha relegat a un lloc irrellevant que ell mateix ha batejat com Supervising Jefe. Palmira (Rossy de Palma), serà la veterana netejadora del vaixell, una senyora mordaç que porta més anys treballant en el creuer que els seus propis caps i que no es baixa els pantalons davant ningú, a més es portarà fatal amb una clienta rica, Natalia de Figueroa (Úrsula Corberó) que haurà de suportar l'estada en el vaixell per culpa del seu marit.

## Repartiment
- Miren Ibarguren com Margarita "Marga" Santaella.
- Rossy de Palma com Palmira "Palmi" Gómez.
- Alfonso Lara com Gabriel Ugarte.
- Joaquín Reyes com Mariano Santaella.
- Veki G. Velilla com Olivia Ugarte Santaella.
- Úrsula Corberó com Natalia de Figueroa i Martorell.
- Miki Esparbé com Raimundo Heredia.
- Sara Vega com Teresa "Tere" Pérez.
- Fernando Gil com Ignacio Campillo.
- Boré Buika com Obama.
- Alberto Jo Lee com Josep Lluís Chang.

## Història
El 10 de desembre de 2013 es va donar a conèixer que Globomedia i Telecinco estaven preparant una nova sèrie de televisió amb l'equip d'Aïda, basada en el dia a dia de la tripulació d'un creuer i dels seus turistes. El 30 de juny de 2014 va començar el rodatge de la sèrie i es van donar a conèixer els primers detalls sobre els seus personatges, el seu argument i els actors principals del repartiment.
El primer episodi de la sèrie es va estrenar en simultani en quatre canals del grup Mediaset Espanya: Telecinco, FDF, Divinity i Energy.
| 1     | 8     | 25 de maig de 2015 | 13 de juliol de 2015 |
| Total | Total | 2015               | 4.098.000            |